# Batalla de Filomelio
La batalla de Filomelio (moderno Akşehir) de 1117 consistió en una serie de choques disputados durante varios días entre el ejército Imperio bizantino mandado por el emperador Alejo I Comneno y las fuerzas del Sultanato de Rum del sultán Melikshah; tuvo lugar en el curso de las guerras bizantino-selyúcidas. Los selyúcidas atacaron repetidamente al ejército bizantino, en vano; las pérdidas sufridas en estos estériles ataques hicieron que Melikshah solicitase finalmente la paz a los bizantinos.

## Antecedentes
Tras el éxito de la Primera Cruzada, las fuerzas armadas bizantinas, dirigidas por Juan Ducas el megaduque, reconquistaron las costas egeas y gran parte del interior de Anatolia occidental. Aun así, después del fracaso de la Cruzada de 1101, los turcos selyúcidas y danismendíes reanudaron sus ataques a los bizantinos. Los selyúcidas de Melikshah recuperaron el control de Anatolia central y formaron un Estado en torno a la ciudad de Iconio. El emperador Alejo I Comneno, para entonces anciano y achacoso de una enfermedad que acabó por matarlo, era incapaz de impedir las correrías turcas en las zonas recuperadas por los bizantinos en Anatolia, aunque sí logró repeler un intento turco de tomar Nicea en 1113. En 1116 por fin Alejo pudo participar personalmente en las  operaciones defensivas del noroeste de Anatolia. Acuartelando el ejército en Lopadio y luego en Nicomedia, derrotó a un contingente turco que corría la región en una batalla menor en Pemaneno. Después de recibir refuerzos, Alejo decidió pasar al ataque.

## Avance bizantino a Filomelo

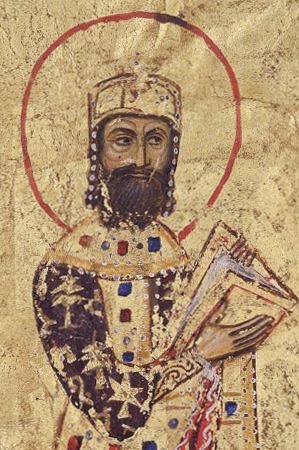
El emperador Alejo I.

En la campaña de Filomelo, Alejo condujo un ejército de considerable tamaño al interior de Anatolia. La obra de Ana Comneno, la fuente primaria de la campaña, da a entender que la meta de la campaña era la capital selyúcida, Iconio, pero evidentemente Alejo abandonó este plan y se contentó con mostrar su poderío militar al enemigo y evacuar a la población cristiana de las zonas que atravesaba y dominaban los turcos. Los bizantinos emplearon una nueva formación de combate inventada por Alejo, el parataxis. Ana Comneno es demasiado imprecisa para que se pueda deducir en qué consistía exactamente. Aun así, de su descripción de las acciones del ejército, se deduce que el parataxis era una formación defensiva, un cuadro vacío con la impedimenta en el centro, la infantería en el exterior y entre las dos, la caballería, lista para emprender ataques. Era una formación ideal para contrarrestar la táctica de batalla turca, que consistía en el empleo de grupos de arqueros a caballo que realizaban rápidas acometidas. Ricardo I de Inglaterra en la batalla de Arsuf utilizó más tarde una formación parecida.
Los bizantinos cruzaron Santabaris, enviaron destacamentos a Poliboto y Cedro, y, después de desbaratar la resistencia turca, tomaron Filomelio por asalto. Grupos de exploradores partieron a reunir a la población cristiana local para evacuarla a zonas firmemente controladas por los bizantinos.

## Batalla
Cuando Alejo se enteró de que un considerable ejército enemigo se acercaba desde el norte, comenzó a retirarse hacia territorio bizantino. Su ejército volvió a su formación defensiva anterior, con los civiles en el centro, acompañando a la impedimenta. Los turcos, acaudillados por un oficial de nombre Manalugh, quedaron desconcertados al principio por la formación bizantina y se limitaron a hostigar al enemigo. Sin embargo, al día siguiente llegó el sultán Melikshah y los turcos comenzaron a acometer con empeño a los bizantinos en retirada. Atacaron simultáneamente la vanguardia y la retaguardia bizantinas. La caballería bizantina realizó dos contraataques, el primero parece que fallido; en él murió el hijo de Alejo, Andrónico. El segundo fue más afortunado: dirigido por Nicéforo Brienio (marido de Ana Comneno y yerno de Alejo) que mandaba el ala derecha bizantina,  desbarató las unidades turcas mandadas en persona por el sultán, que escapó. Melikshah casi fue capturado por los bizantinos. Los selyúcidas intentaron entonces atacar por la noche, pero los  bizantinos consiguieron nuevamente rechazar el asalto. Al día siguiente, Melikshah acometió de nuevo al enemigo, al que rodeó por completo. Pero los bizantinos repelieron una vez más a los turcos, que sufrieron nuevas pérdidas en el estéril ataque. Al día siguiente, Melikshah presentó a Alejo una propuesta de paz.

## Consecuencias
Alejo y Melikshah se reunieron, y el primero colocó su rica capa sobre los hombros del sultán. Firmaron una paz que incluía la promesa de Melikshah de abandonar las incursiones en territorio bizantino y su teórico sometimiento a la autoridad del emperador. Ana Comneno indica que el tratado de paz incluía el compromiso de Melikshah de abandonar Anatolia, pero esto es muy improbable y es posiblemente una exageración. La campaña destacó por la gran disciplina del ejército bizantino. Alejo demostró que podía atravesar sin problema el territorio turco. El contratiempo sufrido en Filomelio y la consiguiente pérdida de prestigio probablemente contribuyeron a la muerte de Melikshah: poco después fue derrocado, cegado y finalmente asesinado por su hermano Mas'ud.
Para los bizantinos, el fallecimiento de Alejo en 1118 supuso que el objetivo de reconquistar toda Asia Menor quedó para su hijo de treinta y un años, Juan II Comneno.